# Vaughn Jefferis
Vaughn Jefferis, född den 20 maj 1961 i Huntly, Nya Zeeland, är en nyzeeländsk ryttare.
Han tog OS-brons i lagtävlingen i fälttävlan i samband med de olympiska ridsporttävlingarna 1996 i Atlanta.